# Gavaravaram
Gavaravaram es una ciudad censal situada en el distrito de Godavari Oeste en el estado de Andhra Pradesh (India). Su población es de 10029 habitantes (2011). Se encuentra a 104 km de Vijayawada.

## Demografía
Según el censo de 2011 la población de Gavaravaram era de 10029 habitantes, de los cuales 4927 eran hombres y 5102 eran mujeres. Gavaravaram tiene una tasa media de alfabetización del 94,18%, superior a la media estatal del 67,02%: la alfabetización masculina es del 95,76%, y la alfabetización femenina del 92,69%.